# Балаковский инженерно-технологический институт
Балаковский инженерно-технологический институт (БИТИ, филиал НИЯУ МИФИ; бывш. Балаковский институт техники, технологии и управления — БИТТиУ) — российское государственное учебное заведение высшего профессионального образования, технический вуз в городе Балаково, Саратовской области. Филиал Национального исследовательского ядерного университета «МИФИ».

## История
Институт был открыт в 1957 году как вечерний филиал Саратовского автодорожного института. В 1975 году — преобразован в филиал Саратовского политехнического института.
В настоящее время БИТИ включает 14 кафедр, обучающих студентов по 16 специальностям. В институте преподавательской деятельностью занимаются 225 преподавателей из которых 26 докторов наук и 113 кандидатов наук. В институте обучаются около 4000 студентов, из них более 1600 человек — на дневном отделении. Институт ежегодно выпускает около 600 квалифицированных специалистов.
В 2015 году институт стал филиалом Национального исследовательского ядерного университета «МИФИ».

## Руководители
- 1957—1963 — Морин Георгий Николаевич
- 1963—1965 — Егоров Вадим Всеволодович
- 1965—1968 — Головченко Александр Николаевич
- 1969—1970 — Паницков Николай Васильевич
- 1970—1995 — Дворядкин Анатолий Тихонович
- 1995—1997 — Шевашкевич Геннадий Матвеевич
- 1997—2012 — Землянский Анатолий Андреевич (с 23 июля 1997 года — исполняющий обязанности директора; 7 мая 1998 года утверждён директором)
- 2012—2016 — Вулах Михаил Григорьевич
- 2016—2018 — Шевашкевич Марина Геннадьевна
- 2019 — н. в. — Земсков Владимир Михайлович